# Accumulateur de vapeur
Un accumulateur de vapeur est un réservoir isolé thermiquement contenant de l'eau liquide et de la vapeur sous pression. Ce dernier peut être vertical ou horizontal. C'est un moyen de stockage d'énergie sous forme de chaleur latente. Il peut être utilisé pour lisser les pics et les creux de la demande de vapeur. Les accumulateurs de vapeur peuvent être utilisés pour le stockage de l'énergie, sous forme thermique, dans les projets solaires. 

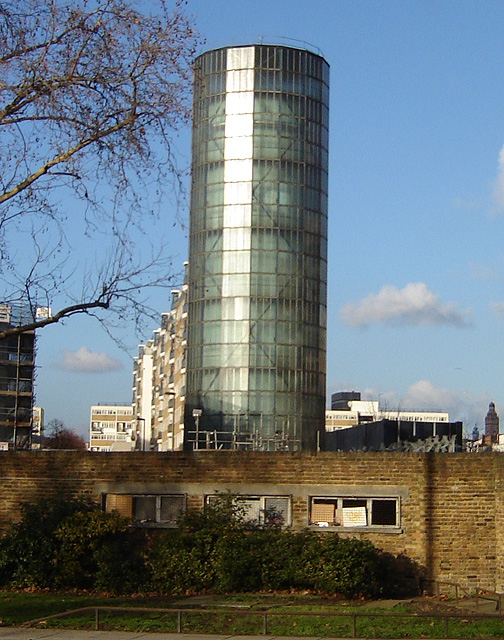
Accumulateur de vapeur du district du domaine Churchill Gardens, Pimlico, Londres, Royaume-Uni. Cette installation utilise la chaleur résiduelle des canalisations de la centrale électrique Battersea Power Station de l'autre de la Tamise. (janvier 2006)

Un accumulateur de vapeur est utilisé dans la tour solaire de la centrale solaire PS10 près de Séville, en Espagne, et est prévu pour le projet solar steam train à Sacramento en Californie.

## Charge
L'accumulateur est à moitié rempli d'eau froide (niveau initial en fonction du projet), puis la vapeur est insufflée (à partir d'une chaudière par exemple) par une tuyauterie dans le bas du réservoir. Cette dernière est perforée de telle sorte que la vapeur entrante est répartie uniformément dans le bas de l'accumulateur. 
Une partie de la vapeur se condense, tout en chauffant l'eau liquide. Le reste remplit l'espace au-dessus du niveau de l'eau. La pression augmente dans l'espace de stockage, permettant la condensation d'une autre partie de la vapeur. 
Lorsque l'accumulateur est complètement chargé, la vapeur condensée aura élevé le niveau d'eau dans le réservoir aux environs des trois quarts. La température et la pression auront également augmenté.
En état de charge, le liquide contenu dans l'accumulateur est à l'équilibre température-pression.

## Décharge
La vapeur peut être soutirée au besoin, soit pour actionner une turbine à vapeur ou pour un process (par exemple en génie chimique), en ouvrant une vanne de vapeur sur le dessus de l'accumulateur. 
La pression dans le réservoir va décroitre, avec une évolution de l'équilibre liquide-vapeur qui entraine alors la vaporisation du liquide. L'accumulateur peut donc continuer à fournir de la vapeur (la pression et la température décroissant progressivement au cours de la décharge) pendant un certain temps avant de devoir être rechargé.

## Relation entre pression et température
Cette table de vapeur montre la relation entre la pression et de température dans un accumulateur de vapeur :
| Pression relative, barg | Pression absolue, bara | Température, °C |
| ----------------------- | ---------------------- | --------------- |
| 0                       | 1                      | 100             |
| 2,4                     | 3,4                    | 138             |
| 5,9                     | 6,9                    | 164             |
| 9,3                     | 10,3                   | 181             |
| 12,8                    | 13,8                   | 194             |
| 16,2                    | 17,2                   | 205             |

### Sources
- Everyman's Encyclopaedia 1931, volume 2, page 543